# Indywidualne Mistrzostwa Świata Juniorów na Żużlu 2007
Indywidualne Mistrzostwa Świata Juniorów na Żużlu 2007 – cykl turniejów żużlowych mających wyłonić najlepszych żużlowców do lat 21 na świecie. Tytuł wywalczył Rosjanin Emil Sajfutdinow.

## Finał

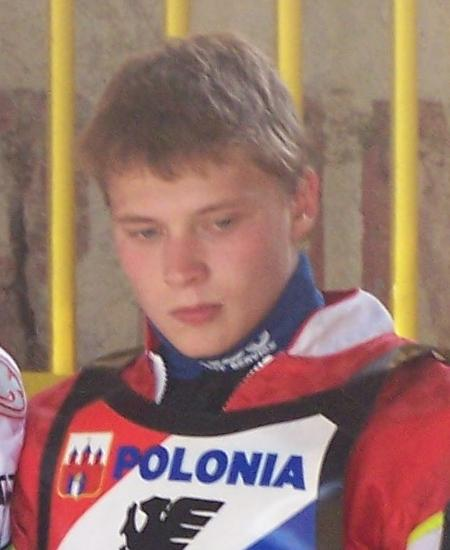
Mistrz Świata Juniorów 2007

- 9 września 2007 r. (niedziela),  Ostrów Wielkopolski (Stadion Miejski)

| Msc. | Zawodnik             | Kraj            | Pkt |              |  |
| ---- | -------------------- | --------------- | --- | ------------ |  |
| 1    | Emil Sajfutdinow     | Rosja           | 15  | (3,3,3,3,3)  |  |
| 2    | Chris Holder         | Australia       | 14  | (2,3,3,3,3,) |  |
| 3    | Paweł Hlib           | Polska          | 12  | (3,2,3,2,2)  |  |
| 4    | Jurica Pavlic        | Chorwacja       | 10  | (3,0,3,3,1)  |  |
| 5    | Karol Ząbik          | Polska          | 10  | (2,3,2,1,2)  |  |
| 6    | Tomas H. Jonasson    | Szwecja         | 10  | (2,2,2,3,1)  |  |
| 7    | Daniił Iwanow        | Rosja           | 8   | (3,1,1,0,3)  |  |
| 8    | Morten Risager       | Dania           | 8   | (2,3,1,2,0)  |  |
| 9    | Filip Šitera         | Czechy          | 8   | (0,2,2,2,2)  |  |
| 10   | Lewis Bridger        | Wielka Brytania | 6   | (1,2,2,d,1)  |  |
| 11   | Edward Kennett       | Wielka Brytania | 5   | (0,1,1,d,3)  |  |
| 12   | Simon Gustafsson     | Szwecja         | 5   | (1,0,0,2,2)  |  |
| 13   | Ķasts Puodžuks       | Łotwa           | 3   | (1,1,0,1,0)  |  |
| 14   | Ricky Kling          | Szwecja         | 3   | (1,1,1,w,d)  |  |
| 15   | Luboš Tomíček        | Czechy          | 2   | (0,0,0,1,1)  |  |
| 16   | Kevin Wölbert        | Niemcy          | 1   | (0,0,0,1,0)  |  |
|      | rez. Robert Księżak  | Australia       | ns  |              |  |
|      | rez. Adrian Gomólski | Polska          | ns  |              |  |

Bieg po biegu:
1. Iwanow (65,00), Risager, Kling, Kennett.
2. Saifutdinov (64,78), Holder, Puodżuks, Wölbert.
3. Pavlic (65,35), Ząbik, Bridger, Tomicek.
4. Hlib (65,15), Jonasson, Gutafsson, Sitera.
5. Risager (65,56), Sitera, Puodżuks, Tomicek.
6. Saifutdinov (64,28), Jonasson, Iwanow, Pavlic.
7. Ząbik (64,78), Hlib, Kling, Wölbert.
8. Holder (64,44), Bridger, Kennett, Gustafsson.
9. Saifutdinov (64,18), Ząbik, Risager, Gustafsson.
10. Hlib (66,19), Bridger, Iwanow, Puodżuks.
11. Holder (65,19), Jonasson, Kling, Tomicek.
12. Pavlic (65,47), Sitera, Kennett, Wölbert.
13. Jonasson (65,33), Risager, Wölbert, Bridger (d2).
14. Holder (65,81), Sitera, Ząbik, Iwanow.
15. Pavlic (66,28), Gustafsson, Puodżuks, Kling (w).
16. Saifutdinov (65,85), Hlib, Tomicek, Kennett.
17. Holder (65,11), Hlib, Pavlic, Risager.
18. Iwanow (65,84), Gustafsson, Tomicek, Wölbert.
19. Saifutdinov (64,99), Sitera, Bridger, Kling (d4).
20. Kennett (66,11), Ząbik, Jonasson, Puodżuks.

Najlepszy czas: Emil Sajfutdinow – bieg IX – 64,18 sek. 

Sędzia: Mick Bates (Anglia)

Widzów: ok. 14.000 (nadkomplet)